# فيكتوريا بيتمان
فيكتوريا بيتمان (بالإنجليزية: Victoria Bateman)‏ هي مؤرخة اقتصادية واقتصادية بريطانية، ولدت في 2 ديسمبر 1979 في مانشستر في المملكة المتحدة.

## وصلات خارجية
- الموقع الرسمي